# Alter Markt 9 (Stralsund)
Das Haus mit der postalischen Adresse Alter Markt 9 ist ein Gebäude im Stadtgebiet Altstadt der Stadt Stralsund am Alten Markt.

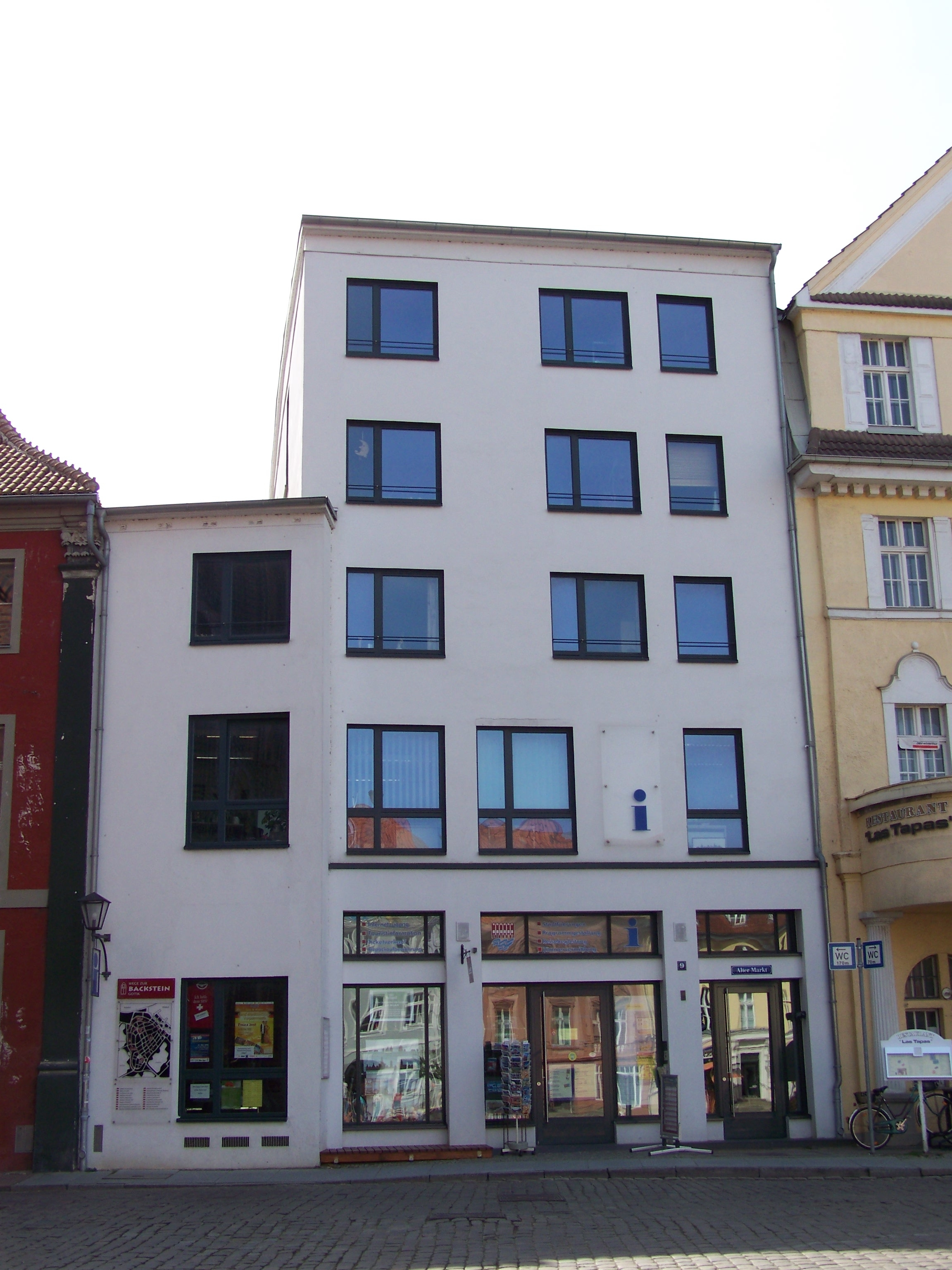
Das Haus Alter Markt 9 in Stralsund (2008)

## Heutiger Zustand
Das Gebäude wurde im Jahr 1967 errichtet. Zuvor befand sich auf diesem Grundstück ein im Gründerzeitstil errichtetes Haus, das eine Druckerei beherbergte. Das drei- bis fünfgeschossige Haus wurde annähernd nach dem Vorbild des Vorgängerbaus errichtet. Seine moderne Fassade fällt deutlich aus dem Gesamtbild dieser Seite des Alten Marktes heraus. Zum Markt hin ist sie als Lochfassade mit weißem, glatten Putz gestaltet. Auf dem Innenhof ist ein Garten angelegt.
Ab August 1973 war im Gebäude das Café „Duett“, später das „Pizza-Buffet“ untergebracht.
In den Jahren 2000/2001 wurde das Gebäude umgebaut; dabei wurden zum Hof auch drei Balkone angebaut. Das Haus beherbergt die Tourismusinformation der Stadt und Wohnungen.
Das Haus liegt im Kerngebiet des von der UNESCO als Weltkulturerbe anerkannten Stadtgebietes des Kulturgutes „Historische Altstädte Stralsund und Wismar“.

## Vorgängerbau
Der Vorgängerbau, der wechselnde Eigentümer hatte, war im Stil der Gründerzeit errichtet worden. Er beherbergte ab etwa dem Jahr 1900 ein Café, welches im Jahr 1919 dem „Spezialhaus für Wohnungseinrichtungen von einfachster bis vornehmster Ausführung“ wich. Im Jahr 1926 erwarb die Sozialdemokratische Volksdruckerei der Sozialdemokratischen Partei Deutschlands (SPD) das Haus und richtet eine Druckerei ein, in der die Zeitung „Der Vorpommer“ erschien. Nach der Enteignung durch die Nationalsozialisten im Jahr 1933 wurde in der Druckerei die „Pommersche Zeitung“ der Nationalsozialistischen Deutschen Arbeiterpartei (NSDAP) gedruckt.
Beim Bombenangriff auf Stralsund am 6. Oktober 1944 wurde das Haus fast vollständig zerstört, nur ein Hofgebäude und der angrenzende Kernladen blieben erhalten. Bis zum Neubau Ende der 1960er Jahre blieb hier eine Baulücke.